# کریس سولیوان (بازیگر)
کریس سولیوان (به انگلیسی: Chris Sullivan) (زاده ۱۹ ژوئیه ۱۹۸۰) بازیگر آمریکایی است.
از کارهای معروف او می‌توان به بازی در فیلم یک بزرگراه رو تمیز کن و این ما هستیم اشاره کرد.